# Zeruya Shalev
Zeruya Shalev, née le 13 mai 1959 au kibboutz Kvoutzat Kinneret en Israël, est une écrivaine israélienne.

## Biographie
Zeruya Shalev est née au kibboutz Kinneret où est également née la poétesse Rahel. Elle grandit à Bet Berl, près de Kfar Saba, avant de venir étudier la Bible à l’université hébraïque de Jérusalem. Elle a baigné dans une atmosphère où l’écrit et la littérature étaient valorisés au plus haut point[réf. souhaitée], sa famille compte plusieurs écrivains : son oncle est le poète Itshak Shalev et son cousin l’écrivain Meir Shalev. Son père, Mordehai Shalev, est un critique littéraire renommé ; elle est mariée avec l’écrivain Eyal Megged, fils de l’écrivain Aharon Megged. Le 29 janvier 2004, alors qu'elle est sur la rédaction du roman Thèra, elle est victime d'un attentat suicide : dix personnes meurent dans l'explosion d'un bus à Jérusalem, Zeruya Shalev en réchappe mais est grièvement blessée et doit rester immobilisée plusieurs mois,.
Dans une interview, elle dit en parlant de son écriture : « J’ai l’impression d’écrire comme un poète, en refusant de trop planifier, en portant une grande attention au rythme, aux métaphores, à la musique de la phrase… »
En janvier 2018, elle est signataire avec 34 autres personnalités littéraires dont Etgar Keret, David Grossman, Orly Castel Bloom et  Amos Oz  d'une lettre adressée au premier ministre israélien Benjamin Netanyahu lui demandant le non renvoi des personnes réfugiées originaires de l'Érythrée et du Soudan.
Zeruya Shalev est mariée à l'écrivain Eyal Megged et est mère de trois enfants.

## Œuvres traduites en français
- Vie amoureuse [Ḥayey ʾahabah], traduit par Sylvie Cohen, Paris, Éditions Gallimard, coll. « Du monde entier », 2000, 354 p.  (ISBN 2-07-075107-4) ; réédition, Paris, Gallimard, coll. « Folio » no 4140, 20054, 350 p.  (ISBN 2-07-030529-5)
- Mari et Femme [Baal ve-isha], traduit par Laurence Sendrowicz, Paris, Éditions Gallimard, coll. « Du monde entier », 2001, 404 p.  (ISBN 2-07-076033-2)[7] ; réédition, Paris, Gallimard, coll. « Folio » no 4034, 2004, 497 p.  (ISBN 2-07-031383-2)
- Thèra [Terah], traduit par Laurence Sendrowicz, Paris, Éditions Gallimard, coll. « Du monde entier », 2007, 491 p.  (ISBN 978-2-07-078082-2) ; réédition, Paris, Gallimard, coll. « Folio » no 4757, 2008, 667 p.  (ISBN 978-2-07-035815-1)
- Un petit garçon idéal [Hayeled shel Ima], traduit par Valérie Zenatti, Paris, L'École des loisirs, coll. « Mouche », 2009, 43 p.  (ISBN 978-2-211-09597-6)
- Ce qui reste de nos vies [Shéérit Ha-khayim], traduit par Laurence Sendrowicz, Paris, Éditions Gallimard, coll. « Du monde entier », 2014, 415 p.  (ISBN 978-2-07-013698-8)[8],[9] ; réédition, Paris, Gallimard, coll. « Folio » no 6158, 2016, 541 p.  (ISBN 978-2-07-079267-2) Prix Fémina étranger 2014
- Douleur [Ke'ev], traduit par Laurence Sendrowicz, Paris, Editions Gallimard, coll. « Du monde entier », 2017, 416 p.  (ISBN 978-2-07-265387-2)[3] ; réédition, Paris, Gallimard, coll. « Folio », 2018, 464 p. Prix Jan-Michalski de littérature 2019[10]
- Stupeur [Pliya], traduit par Laurence Sendrowicz, Paris, Éditions Gallimard, coll. « Du monde entier », 2023, 364p.

## Prix et récompenses
- Prix du Premier ministre (1996)
- Prix ACUM (1997)
- Prix Ashman
- Prix du livre d'or
- Prix de littérature Corine 2001 pour Mari et femme
- Prix Femina étranger en 2014 pour Ce qui reste de nos vies (Shéérit Ha-khayim)[11].
- Prix Jan-Michalski de littérature 2019[10] pour Douleur